# Pidonia orientalis
Pidonia orientalis är en skalbaggsart som beskrevs av Masaki Matsushita 1933. Pidonia orientalis ingår i släktet Pidonia och familjen långhorningar. Inga underarter finns listade i Catalogue of Life.